# دنیس هالنکوف
دنیس هالنکوف (اوکراینی: Денис Ігорович Галенков؛ زادهٔ ۱۳ اکتبر ۱۹۹۵) بازیکن فوتبال اهل اوکراین است.
از باشگاه‌هایی که در آن بازی کرده است می‌توان به باشگاه فوتبال دنیپرو اشاره کرد.